# Ummendorf (Börde)
Ummendorf település Németországban, azon belül Szász-Anhalt tartományban. Lakosainak száma 942 fő (2023. december 31.).

## Népesség
A település népességének változása:
| Lakosok száma | 960  | 946  | 945  | 950  | 942  |
|               | 2017 | 2019 | 2021 | 2022 | 2023 |